# Adegas (Tagilde)
Adegas era, em 1747, uma aldeia portuguesa da freguesia do Salvador de Tagilde, termo da vila de Guimarães. No secular estava subordinada à Comarca de Guimarães, e no eclesiástico ao Arcebispado de Braga, pertencendo à Província de Entre Douro e Minho.